# Nejužitečnější hráč Tipsport ligy (Slovensko)
Nejužitečnější hráč Tipsport ligy bylo udělované ocenění od roku 2003 do 2005.

## Držitelé
| Sezóna    | Útočník       | Klub                 |
| --------- | ------------- | -------------------- |
| 2002/2003 | Arne Kroták   | HC Košice            |
| 2003/2004 | Zdeno Cíger   | HC Slovan Bratislava |
| 2004/2005 | Pavol Demitra | HC Dukla Trenčín     |